# Alonso Guerrero Pérez
Alonso Guerrero Pérez (Mérida, 1962. november 12. –) spanyol író, esszéista, kritikus, középiskolai tanár, újságíró.
Irodalmi karrierje különböző irodalmi díjakkal indult. 1982-ben megnyerte Villanueva de la Serena (Badajoz) rangos "Felipe Trigo-díját" a Tricotomía regényről szóló rövid történetekért, majd 1987-ben újabb díjat nyert.

## Élete
Szülei María de los Dolores Pérez Díaz és Juan Francisco Guerrero voltak. Tanulmányait  Almendralejoban az egyetemen végezte. A diploma után a spanyol nyelv és irodalom tanára lett középiskolában, de novellái és más írásai is rendszeresen megjelentek. 1982-ben már díjat is kapott ("Felipe Trigo"). Kísérleti regénye volt a "Los Tieves of Books" 1991-ben.
1998 augusztus 7-én Alonso Guerrero házasságot kötött 4 év udvarlás után Letizia Ortiz-al Almendralejoban, aki később Letizia hercegnő lesz, majd később Letícia spanyol királyné. Letizia és Alonso 1999-ben egy év után váltak el.
A házasság után írásai sűrűbben jelentek meg. Letícia újabb házassága után viszont a média nyomása nehezedett rá.

## Művei
- Tricotomía (1982)
- Los años imaginarios (1987)
- Los ladrones de libros (1991)
- El hombre abreviado (1998)
- El durmiente (1998)
- Fin del milenio en Madrid (1999)
- De la indigencia a la literatura (2004)
- El edén de los autómatas (2004)
- La muerte y su antídoto (2004)
- Doce semanas del siglo XX (2007)
- Un palco sobre la nada (2012)
- Un día sin comienzo (2014; a 2004-es terrortámadás feldolgozása)
- El mundo sumergido
- El amor de Penny Robinson (2018)